# Luigi Ossoinach
Luigi Ossoinach (Fiume, 24 febbraio 1899 – Borghetto Santo Spirito, 4 maggio 1990) è stato un calciatore italiano, di ruolo attaccante.
Come molte altre persone, al suo arrivo in Italia il suo cognome, originariamente Ossoinak o Ossoinack, venne italianizzato in Ossoinach. In taluni documenti è infatti ricordato con il cognome originale. Per assonanza, durante la sua militanza alla Roma venne soprannominato ossobuco.

## Carriera
Nativo di Fiume (alcune fonti, errate, lo danno per nato a Firenze o a Prato il 21 dicembre 1903), iniziò a giocare a calcio prima della fine della prima guerra mondiale nell'Olympia: nello stesso periodo di tempo si dedicò in diversi altri sport. Più volte infatti si cimentò nei 100, 400 metri piani e 110 ostacoli nei campionati provinciali fiumani e nei campionati italiani di iole a 8 di Como (1923) e Trieste (1924) dove vinse il titolo italiano con la squadra dell'Eneo di Fiume.
Continuò a giocare a calcio nell'Olympia (di cui è il miglior marcatore di tutti i tempi: 57 reti in 94 partite) fino al 1926, quando il club si fuse con il Gloria dando vita alla Fiumana. Giocò quindi il campionato 1926-1927 con la neonata formazione istriana, siglando due reti in 11 gare, in parte chiuso da altri due giocatori: Rodolfo Volk e Marcello Mihalich. Le sue buone prestazioni gli valsero un ingaggio nel Prato, al tempo nella massima serie dell'epoca (non ancora Serie A), dove disputò due campionati siglando otto gol in 37 presenze complessive. In vista del primo campionato di Serie A italiano a girone unico fu invece acquistato dalla Roma, nel quale fece un ottimo esordio nella seconda giornata,  siglando una tripletta contro la Cremonese il 13 ottobre 1929, gara poi terminata 9-0 per i capitolini.
Queste tre reti furono però le sue uniche marcature con la maglia giallorossa, con la quale giocò 8 gare nella stagione d'esordio, prima di essere ceduto al Cagliari militante in prima divisione: nella sua prima stagione fu decisivo in particolare nella gara di andata dello spareggio contro la Salernitana, gara valida per la promozione in Serie B. Ossoinach segnò infatti il gol del pareggio in trasferta, che finì 1-1: al ritorno, i sardi vinsero 2-1 ottenendo l'accesso alla serie cadetta. Nella stagione successiva i cagliaritani ottennero la salvezza e l'attaccante fiumano siglò due reti: complessivamente, in due stagioni con la maglia del Cagliari siglò 13 reti in 45 presenze.
Giocò un'ultima stagione nuovamente nella Fiumana, nel 1932-1933, dove segnò due gol in sette partite, prima di ritirarsi dal calcio giocato all'età di 35 anni.

## Dopo il ritiro
Non partecipò alla seconda guerra mondiale e, sfollato a Torino nel 1947, trovò lavoro in una ditta svedese: presumibilmente per questioni di lavoro si trasferì in Svezia nel 1951, dove allenò due piccoli club di Göteborg, il Varmland e la Fadini.
Tornò in Italia nel 1967, prima a Rapallo e infine a Borghetto Santo Spirito, dove morì nel 1990 all'età di 91 anni.